# Grand Prix Szwajcarii 1947
Grand Prix Szwajcarii 1947 (oryg. VII  Grand Prix de Suisse) – jeden z wyścigów Grand Prix rozegranych w 1947 roku, a pierwszy spośród tzw. Grandes Épreuves.

## Lista startowa
Na niebieskim tle kierowcy, którzy nie wzięli udziału w kwalifikacjach, lecz współdzielili samochód w czasie wyścigu
| Nr | Kierowca                | Zespół                         | Samochód          | Silnik        |   |
| -- | ----------------------- | ------------------------------ | ----------------- | ------------- | - |
| 2  | Roger Loyer             | prywatny                       | Delage 3000       | Delage L6     | ? |
| 4  | Eugène Chaboud          | Ecurie France                  | Delahaye 135S     | Delahaye L6   | ? |
| 8  | Robert Klempenére       | prywatny                       | Delage 3000       | Delage L6     | ? |
| 10 | Ernst Hürzeler          | prywatny                       | Delage 3000       | Delage L6     | ? |
| 12 | Henri Louveau           | Ecurie Gersac                  | Delage 3000       | Delage L6     | ? |
| 14 | Maurice Trintignant     | Ecurie Gersac                  | Delage D6.70      | Delage L6     | ? |
| 16 | Raph                    | Ecurie Naphtra Course          | Maserati 4CL      | Maserati L4c  | ? |
| 18 | Louis Rosier            | prywatny                       | Talbot-Lago 150SS | Talbot L6     | ? |
| 22 | Raymond Sommer          | Scuderia Automovilistica Milan | Maserati 4CL      | Maserati L4c  | ? |
| 24 | Gordon Watson           | prywatny                       | Alta F2           | Alta L4       | ? |
| 26 | Bob Ansell              | prywatny                       | Maserati 4CL      | Maserati L4c  | ? |
| 28 | Leslie Johnson          | prywatny                       | Talbot-Lago 150C  | Talbot L6     | ? |
| 30 | Raymond Mays            | prywatny                       | ERA D             | ERA L6c       | ? |
| 32 | Consalvo Sanesi         | SA Alfa Romeo                  | Alfa Romeo 158    | Alfa Romeo    | ? |
| 34 | Carlo Felice Trossi     | Alfa Corse                     | Alfa Romeo 158    | Alfa Romeo    | ? |
| 36 | Achille Varzi           | Alfa Corse                     | Alfa Romeo 158    | Alfa Romeo    | ? |
| 38 | Jean-Pierre Wimille     | Alfa Corse                     | Alfa Romeo 158    | Alfa Romeo    | ? |
| 42 | Enrico Platé            | prywatny                       | Maserati 4CL      | Maserati L4c  | ? |
| 42 | Prince Bira             | prywatny                       | Maserati 4CL      | Maserati L4c  | ? |
| 44 | Luigi Villoresi         | Scuderia Ambrosiana            | Maserati 4CL      | Maserati L4c  | ? |
| 46 | Louis Chiron            | Ecurie France                  | Maserati 4CL      | Maserati L4c  | ? |
| 48 | Nello Pagani            | Scuderia Automovilistica Milan | Maserati 4CL      | Maserati L4c  | ? |
| 50 | Nino Grieco             | prywatny                       | Maserati 4CL      | Maserati L4c  | ? |
| 54 | Emmanuel de Graffenried | prywatny                       | Maserati 4CL      | Maserati L4c  | ? |
| 58 | Adolfo Mandirola        | prywatny                       | Maserati 4CL      | Maserati L4c  | ? |
| 60 | Prince Bira             | prywatny                       | Maserati 4CL      | Maserati L4c  | ? |
| 62 | Harry Schell            | prywatny                       | Cisitalia D46     | Cisitalia F12 | ? |
| 62 | Raymond de Sauge        | prywatny                       | Cisitalia D46     | Cisitalia F12 | ? |
| 64 | Raymond de Sauge        | prywatny                       | Cisitalia D46     | Cisitalia F12 | ? |
| Nr | Kierowca                | Zespół                         | Samochód          | Silnik        |   |

### 1 półfinał
Źródło: silhouet.com

#### Kwalifikacje
| Poz. | Nr | Kierowca            | Konstruktor | Czas   | Poz. s. |
| ---- | -- | ------------------- | ----------- | ------ | ------- |
| 1    | 34 | Carlo Felice Trossi | Alfa Romeo  | 2:42,9 | 1       |

#### Wyścig
Do finału zostali zakwalifikowani wszyscy kierowcy, którzy ukończyli wyścig.
| 1                 |    | 36       | Achille Varzi       | Alfa Romeo | 20            | 1:03:37,5         |  |
| 2                 |    | 34       | Carlo Felice Trossi | Alfa Romeo | 20            | +0:00,6           |  |
| 3                 |    | 32       | Raymond Mays        | ERA        | 20            | +2:31,5           |  |
| 4                 |    | 48       | Nello Pagani        | Maserati   | 20            | +2:43,4           |  |
| 5                 |    | 26       | Robert Ansell       | Maserati   | 19            | +1 okr            |  |
| 6                 |    | 50       | Nino Grieco         | Maserati   | 17            | +3 okr            |  |
| 7                 |    | 62       | Harry Schell        | Cisitalia  | 17            | +3 okr            |  |
| 8                 |    | 42       | Enrico Platé        | Maserati   | 15            | +5 okr            |  |
| Niesklasyfikowani |    |          |                     |            |               |                   |  |
|                   |    | 24       | Gordon Watson       | Alta       | 12            | Zbiornik          |  |
|                   |    | 60       | Prince Bira         | Maserati   | 7             | Tylna oś          |  |
|                   |    | 64       | Raymond de Sauge    | Cisitalia  | 3             | Opony             |  |
|                   |    | 8        | Robert Klempenére   | Delage     | 2             | Układ kierowniczy |  |
| P                 | Nr | Kierowca | Konstruktor         | Okr.       | Czas / Strata | Komentarz         |  |

#### Najszybsze okrążenie
| Nr | Kierowca      | Konstruktor | Czas   | Okr. |
| -- | ------------- | ----------- | ------ | ---- |
| 36 | Achille Varzi | Alfa Romeo  | 3:02,3 |      |

### 2 półfinał
Źródło: silhouet.com

#### Kwalifikacje
| Poz. | Nr | Kierowca            | Konstruktor | Czas   | Poz. s. |
| ---- | -- | ------------------- | ----------- | ------ | ------- |
| 1    | 38 | Jean-Pierre Wimille | Alfa Romeo  | 2:47,9 | 1       |

#### Wyścig
Do finału zostali zakwalifikowani wszyscy kierowcy, którzy ukończyli wyścig.
| 1                 |    | 38       | Jean-Pierre Wimille | Alfa Romeo  | 20            | 57:46,3              |  |
| 2                 |    | 32       | Consalvo Sanesi     | Alfa Romeo  | 20            | +2:10,2              |  |
| 3                 |    | 44       | Luigi Villoresi     | Maserati    | 20            | +2:29,4              |  |
| 4                 |    | 46       | Louis Chiron        | Maserati    | 20            | +2:32,4              |  |
| 5                 |    | 22       | Raymond Sommer      | Maserati    | 20            | +2:57,0              |  |
| 6                 |    | 16       | Raph                | Maserati    | 20            | +2:57,0              |  |
| Niesklasyfikowani |    |          |                     |             |               |                      |  |
|                   |    | 28       | Leslie Johnson      | Talbot-Lago | 11            | Wypadek              |  |
|                   |    | 2        | Roger Loyer         | Delage      | 6             | Drążek zmiany biegów |  |
|                   |    | 58       | Adolfo Mandirola    | Maserati    | 1             |                      |  |
| P                 | Nr | Kierowca | Konstruktor         | Okr.        | Czas / Strata | Komentarz            |  |

#### Najszybsze okrążenie
| Nr | Kierowca       | Konstruktor | Czas   | Okr. |
| -- | -------------- | ----------- | ------ | ---- |
| 22 | Raymond Sommer | Maserati    | 2:46,6 |      |

### Finał

#### Wyścig
Źródło: statsf1
| 1                  |    | 38       | Jean-Pierre Wimille           | Alfa Romeo  | 30            | 1:25:09,1      |                        |
| 2                  |    | 36       | Achille Varzi                 | Alfa Romeo  | 30            | +44,7          |                        |
| 3                  |    | 34       | Carlo Felice Trossi           | Alfa Romeo  | 30            | +1:17,4        |                        |
| 4                  |    | 22       | Raymond Sommer                | Maserati    | 29            | +1 okr         |                        |
| 5                  |    | 32       | Consalvo Sanesi               | Alfa Romeo  | 29            | +1 okr         |                        |
| 6                  |    | 44       | Luigi Villoresi               | Maserati    | 29            | +1 okr         |                        |
| 7                  |    | 48       | Nello Pagani                  | Maserati    | 28            | +2 okr         |                        |
| 8                  |    | 42       | Enrico Platé Prince Bira      | Maserati    | 28            | +2 okr         | Samochód współdzielony |
| 9                  |    | 54       | Emmanuel de Graffenried       | Maserati    | 27            | +3 okr         |                        |
| 10                 |    | 16       | Raph                          | Maserati    | 27            | +3 okr         |                        |
| 11                 |    | 26       | Bob Ansell                    | Maserati    | 26            | +4 okr         |                        |
| 12                 |    | 12       | Henri Louveau                 | Delage      | 26            | +4 okr         |                        |
| 13                 |    | 46       | Louis Chiron                  | Maserati    | 25            | +5 okr         |                        |
| 14                 |    | 10       | Ernst Hürzeler                | Delage      | 25            | +5 okr         |                        |
| 15                 |    | 18       | Louis Rosier                  | Talbot-Lago | 25            | +5 okr         |                        |
| 16                 |    | 4        | Eugène Chaboud                | Delahaye    | 24            | +6 okr         |                        |
| 17                 |    | 50       | Nino Grieco                   | Maserati    | 24            | +6 okr         |                        |
| Niesklasyfikowani  |    |          |                               |             |               |                |                        |
|                    |    | 30       | Raymond Mays                  | ERA         | 23            | Przegub        |                        |
|                    |    | 14       | Maurice Trintignant           | Delage      | 11            | Pompa paliwowa |                        |
|                    |    | 62       | Harry Schell Raymond de Sauge | Cisitalia   | 7             | Dyferencjał    | Samochód współdzielony |
| Niezakwalifikowani |    |          |                               |             |               |                |                        |
|                    |    | 24       | Gordon Watson                 | Alta        |               |                |                        |
|                    |    | 28       | Leslie Johnson                | Talbot-Lago |               |                |                        |
|                    |    | 60       | Prince Bira                   | Maserati    |               |                |                        |
|                    |    | 2        | Roger Loyer                   | Delage      |               |                |                        |
|                    |    | 64       | Raymond de Sauge              | Cisitalia   |               |                |                        |
|                    |    | 8        | Robert Klempenére             | Delage      |               |                |                        |
|                    |    | 58       | Adolfo Mandirola              | Maserati    |               |                |                        |
| P                  | Nr | Kierowca | Konstruktor                   | Okr.        | Czas / Strata | Komentarz      |                        |

#### Najszybsze okrążenie
Źródło: silhouet.com
| Nr | Kierowca            | Konstruktor | Czas   | Okr. |
| -- | ------------------- | ----------- | ------ | ---- |
| 38 | Jean-Pierre Wimille | Alfa Romeo  | 2:47,0 |      |